# 카리리크니움
카리리크니움(Caririchnium)은 백악기에 살았던 이구아노돈류 또는 하드로사우루스상과에 속하는 공룡의 발자국 화석이다. 전세계의 다양한 곳에서 발견되었다.
본래 한국에선 경상남도 고성군 마암면 두호리에서 카리리크니움 경수키미(Caririchnium kyoungsookimi)가 처음 발견되었는데, 발자국 화석만 발견되었지만, 뒷발자국뿐 아니라 앞발자국까지 함께 있어 가치있는 화석으로 평가되었다. 종명인 '경수키미'는 한반도 남해안 공룡화석 연구가인 김경수 교수의 이름에서 따왔다.
하지만 이 발자국 화석은 후에 하드로사우로포두스 경수키미(Hadrosauropodus kyoungsookimi)로 재분류되었다. 이후 한국에서 카리리크니움 연동엔시스(Caririchnium yeondongensis)라는 종이 새로 명명되었다. 그리고 함안군에서 카리리크니움으로 추측되는 화석들이 새로 발견되었다.